# KEUN
Koordinaten: 30° 28′ 18″ N, 92° 24′ 51″ W
KEUN (“The Talk of the Cajun Prairie”) ist ein kommerzieller Hörfunksender aus Eunice, im US-Bundesstaat Louisiana. Die Station gehört der Cajun Prairie Broadcasting, LLC. KEUN sendet mit 1 kW auf Mittelwelle 1490 kHz.